# Die verborgene Seite des Mondes
Die verborgene Seite des Mondes ist ein Jugendroman, der von Antje Babendererde geschrieben wurde und 2007 beim Arena Verlag erschien.
Das Buch ist Antje Babendererdes fünfter Jugendroman und wurde für den Buxtehuder Bullen 2008 nominiert.

## Inhalt
Julia ist 15 Jahre alt, als sie, weil ihr indianischer Vater verstorben ist, mit ihrer Mutter nach Nevada zu ihren Großeltern fährt.
Bei ihrer Ankunft entdeckt sie, dass nichts so ist, wie ihr Vater es immer beschrieben hat.
Sie kann nicht glauben, dass die Ranch, die eher einem Schrottplatz gleicht, die Ranch ist, nach der ihr Vater sich all die Jahre in Deutschland gesehnt hat.
Auf der Ranch leben auch ihr schwer behinderter Cousin Tommy, um den sich ihre Großeltern kümmern, weil ihn seine Mutter, die Schwester von Julias Vater verlassen hat und der 17-jährige Simon, der auf der Ranch arbeitet. Simons stille Art fasziniert Julia von Anfang an und so verliebt sie sich in ihn.
Ihre Großmutter Ada protestiert schon seit Jahren gegen den Vertrag von Ruby Valley, in dem es heißt, dass die Western Shoshone kein Recht auf ihr Land haben.
Die US-Regierung schädigt ihr Land, in dem sie Atombombentests durchführen lässt, was auch die Behinderung von Tommy verursachte.
Ihre Großeltern haben sehr hohe Schulden, weil sie trotz des Vertrages noch auf dem Land leben und ihre Tiere dort weiden lassen.
Als ihr Vater damals fort ging, ließ er nicht nur die Ranch im Stich, sondern auch seine erste Frau und ihre gemeinsamen Kinder.
Julias Halbbruder Jason ist zu Anfang noch sehr freundlich zu ihr, aber als er erfährt, dass sie doch länger bleibt als erwartet, fängt er an ungemütlich zu werden. Julias Großmutter erzählt ihr, dass Jason und seine Mutter wollen, dass sie die Ranch der Goldmine verkaufen, um so ihre Schulden loszuwerden.
Zudem würde noch genug Geld übrig bleiben, um gut davon leben zu können. Würde Simon ihnen nicht helfen, hätten sie die Ranch schon längst verkauft, deswegen mag Jason Simon nicht.
Nun wo Julia da ist, gibt es noch jemanden, der Anspruch auf die Ranch hat.
Nach einem Arbeitsunfall muss Julias Großvater ins Krankenhaus, Ada bleibt bei ihm.
Simon, Julia und Tommy bleiben alleine auf der Ranch, da ihre Mutter zu einer Freundin nach Kalifornien gereist ist.
Julia und Simon beschließen ihre Sachen zu packen und zu einer Hütte in den Bergen zu fahren, weil sie Angst vor dem gewalttätigen Jason haben, doch er taucht auf, ehe sie los können. Während er sein „Schwesterherz“ sucht, schlitzt Simon die Reifen seines Autos auf. Als Jason es bemerkt, holt er eine Waffe hervor und zielt auf ihn. Zur selben Zeit warten Julia und Tommy im Truck auf Simon.
Die drei schaffen es Jason zu entkommen, doch nicht ohne Folgen: Die Kugel hat Simon über der linken Hüfte die Haut aufgerissen.
Da er keine Krankenversicherung hat, muss er die Wunde von Julia versorgen lassen.
Sie fahren zu der Hütte, in der sie 2 Nächte zusammen verbringen, um die letzte Zeit vor ihrer Abreise zu genießen.
Sie fahren zum Krankenhaus, wo sie von Julias Mutter und ihren Großeltern erwartet werden.
Nun heißt es auf Wiedersehen zu sagen.
Julia will noch nicht gehen, aber da sie noch nicht volljährig ist, hat sie keine andere Wahl.
Simon verspricht ihr, Geld zu verdienen und sie zu besuchen.